# Artūras Visockas
Artūras Visockas (* 19. Januar 1968 in Kelmė) ist ein litauischer Politiker und Unternehmer, Bürgermeister von Šiauliai.

## Leben
Nach dem Abitur an der Mittelschule absolvierte Visockas 1993 das Diplomstudium am Šiaulių pedagoginis institutas und wurde Lehrer. Danach gründete er Sport-Club „Sakas“ sowie eigenes Fotolabor (Individualunternehmen) IĮ „Foto202“. Seit 2011 ist er Mitglied im Stadtrat Šiauliai. Seit April 2015 ist er Bürgermeister der Stadtgemeinde Šiauliai mit der Organisation Artūro Visocko nepartinis sąrašas.

## Familie
Visockas ist verheiratet. Mit seiner Frau Edita hat er die Söhne Matas und Ugnius.